# Plectida
Ordre
Super-familles de rang inférieur
- Camacolaimoidea
- Ceramonematoidea
- Haliplectoidea
- Leptolaimoidea
- Plectoidea

Les Plectida sont un ordre de nématodes chromadorés.
Selon wikispecies, il y a cinq super-familles et quatre genres non classés, Aegialoalaimus, Alaimella, Aulolaimus et Domorganus.